# Nóż sprężynowy

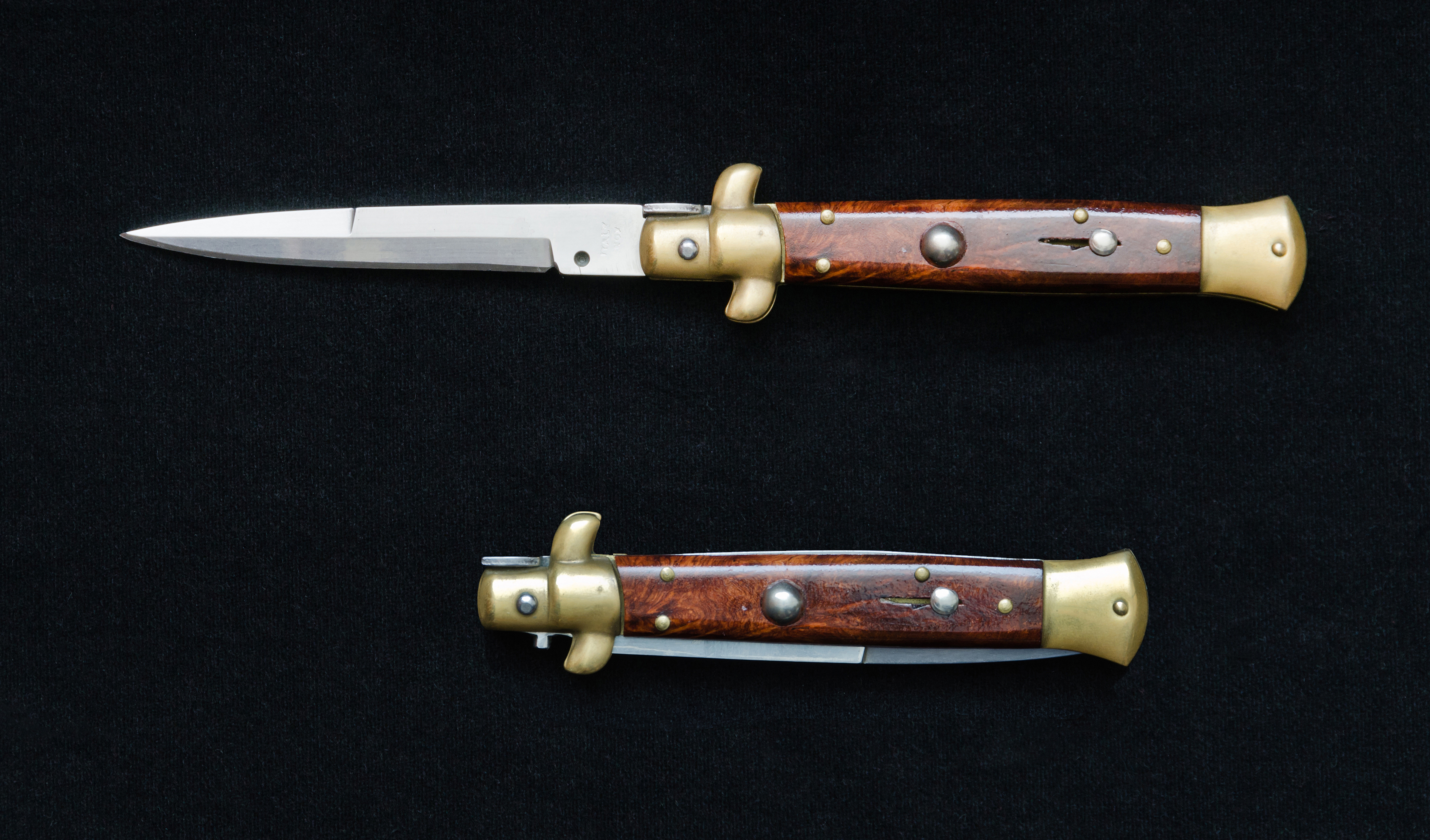
Nóż sprężynowy otwarty i złożony

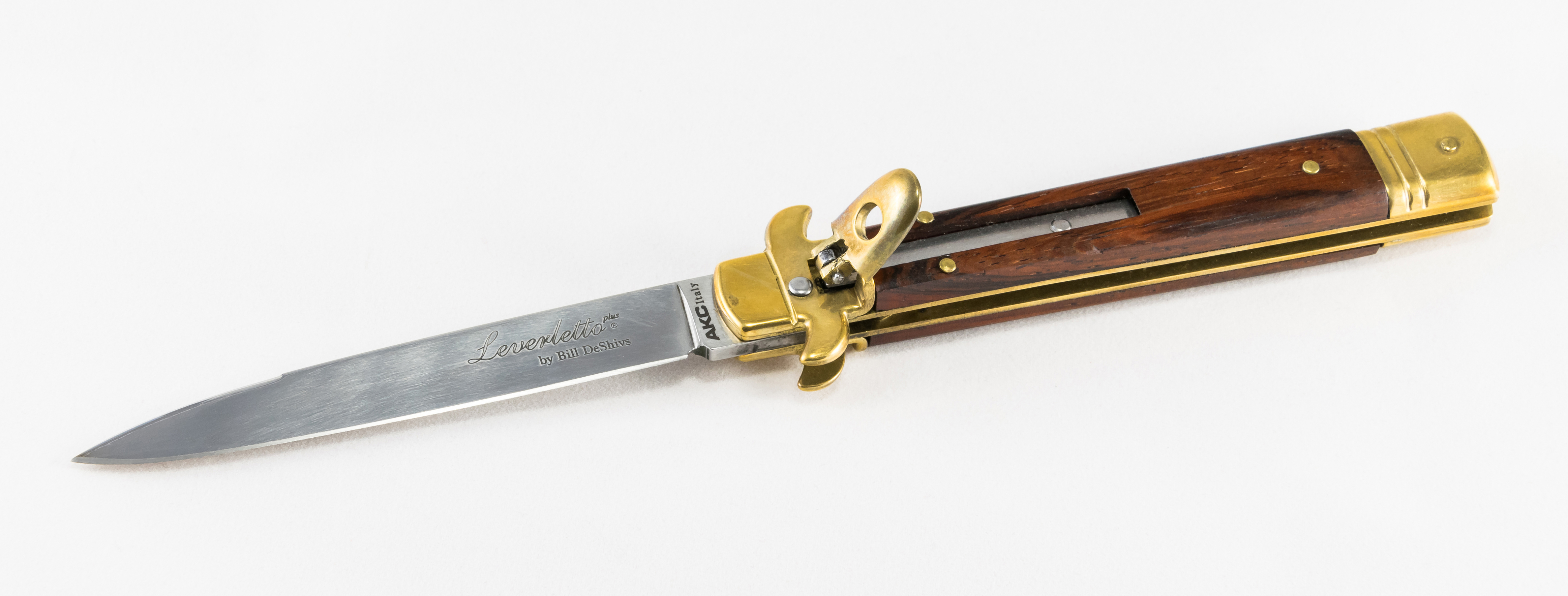
Nóż sprężynowy typu leverletto

Działanie noża sprężynowego firmy Benchmade

Nóż sprężynowy (nóż automatyczny, pot. sprężynowiec) – rodzaj noża z głownią wysuwaną z rękojeści po naciśnięciu przycisku zwalniającego wewnętrzną sprężynę.
Noże sprężynowe są często używane jako narzędzia, na przykład do ogrodu, są nieraz wykorzystywane zamiennie z nożami składanymi.

## Nóż sprężynowy w polskim prawie
Noże sprężynowe, choć uznawane za narzędzia niebezpieczne, nie są uznawane za broń zgodnie z ustawą o broni i amunicji. Polskie prawo nie zakazuje więc, co do zasady, noszenia noża w miejscach publicznych. Jednak pewne zakazy mogą obowiązywać podczas imprez masowych zgodnie z ustawą o bezpieczeństwie imprez masowych.